# Liittovaara
Liittovaara är en kulle i Finland.   Den ligger i den ekonomiska regionen  Rovaniemi ekonomiska region  och landskapet Lappland, i den norra delen av landet, 800 km norr om huvudstaden Helsingfors. Toppen på Liittovaara är 307 meter över havet, eller 118 meter över den omgivande terrängen. Bredden vid basen är 5,5 km.
Terrängen runt Liittovaara är huvudsakligen platt.  Trakten runt Liittovaara är nära nog obefolkad, med mindre än två invånare per kvadratkilometer.